# Łupki osadowe
Uzasadnienie: artykuł o tym samym pojęciu
Łupek osadowy – skała osadowa zbudowana ze skonsolidowanych iłów, które pod wpływem zewnętrznych czynników uzyskały oddzielność łupkową. Może zawierać domieszki mułowe bądź piaszczyste, dlatego nazwę należy opatrywać odpowiednim przymiotnikiem (np. łupek ilasty, łupek piaszczysty, łupek ilasto-mulasty). Bardzo rozpowszechnione są w skałach fliszowych, gdzie powstały z najdrobniejszych frakcji osadów podwodnych osuwisk i prądów zawiesinowych w okresie zastoju sedymentacji turbidytowej. 
Z łupków osadowych uzyskiwany jest gaz ziemny.